# Democracia industrial

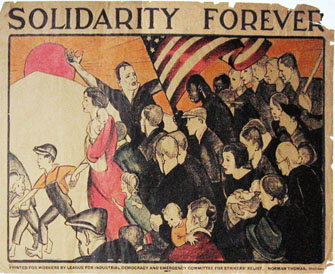
Cartaz da Liga para a Democracia Industrial, desenhado por Anita Willcox durante a Grande Depressão, mostrando solidariedade com as lutas dos trabalhadores e pobres na América

Democracia industrial é uma organização que envolve os trabalhadores no processo de tomada de decisão, compartilhando a responsabilidade e a autoridade no ambiente de trabalho.
Apesar de geralmente se referir ao modelo organizacional no qual a área de trabalho é gerida diretamente pelas pessoas que nelas trabalham, os meios de produção de propriedade dos setores privados ou públicos podem representar formas de democracia industrial.
A representação da democracia industrial inclui estruturas de tomada de decisões como a formação de comitês e corpos consultivos para facilitar a comunicação entre a gerência da empresa, sindicatos e empregados.

## Benefícios da democracia industrial
Defensores indicam que este modelo de gestão aumenta a produtividade e os serviços são entregues por funcionários mais engajados e satisfeitos.

### Democracia industrial e o socialismo revolucionário
No final do século XIX e início do século XX, a democracia industrial, junta do anarcossindicalismo, representado pelas tendências dominantes do socialismo revolucionário, foi defendida pelos movimentos trabalhistas internacionais. Enquanto sua influência reduzia após a derrota dos anarquistas na Revolução Espanhola de 1939, muitos sindicatos e organizações de trabalhadores defendem a continuidade das ideias da democracia industrial.

### Representação da democracia industrial nas economias capitalistas modernas
As economias industriais modernas adotaram vários aspectos da democracia industrial a fim de aumentar a produtividade e como uma medida de reformulação de disputas corporativas. Frequentemente citado como "time de trabalho", esta forma de democracia industrial é praticada na Escandinávia, Alemanha, Países Baixos e Reino Unido, assim como em diversas empresas japonesas como uma alternativa eficaz ao Taylorismo.